# Giochi mondiali 2005
I Giochi mondiali 2005, settima edizione della competizione, si tennero ad Duisburg, in Germania, dal 14 luglio al 26 luglio 2005. Vi parteciparono 3200 atleti che gareggiarono in 32 discipline (delle quali, cinque erano sport dimostrativi). Furono organizzati da Otto Schily.
Nel corso dei giochi sono stati assegnati 179 titoli in 33 discipline ufficiali a loro volta divise in sei categorie di sport, come consuetudine della IWGA. Mentre sei furono gli sport dimostrativi (invitational sports), i seguenti:
- Aikidō (che non assegnò medaglie)
- Pallamano da spiaggia
- Dragonboat
- Football americano
- Hockey su prato indoor
- Trial indoor

## Discipline
| Sport                                    | Disciplina                      | Titoli |
| ---------------------------------------- | ------------------------------- | ------ |
| Ginnastica artistica e danza (27 titoli) | Danza sportiva                  | 3      |
| Ginnastica artistica e danza (27 titoli) | Ginnastica aerobica             | 5      |
| Ginnastica artistica e danza (27 titoli) | Ginnastica acrobatica           | 5      |
| Ginnastica artistica e danza (27 titoli) | Ginnastica ritmica              | 4      |
| Ginnastica artistica e danza (27 titoli) | Pattinaggio artistico a rotelle | 4      |
| Ginnastica artistica e danza (27 titoli) | Trampolino                      | 4      |
| Ginnastica artistica e danza (27 titoli) | Tumbling                        | 2      |
| Sport con la palla (7 titoli + 5 dim.)   | Beach Handball                  | 2      |
| Sport con la palla (7 titoli + 5 dim.)   | Canoa polo                      | 2      |
| Sport con la palla (7 titoli + 5 dim.)   | Fistball                        | 1      |
| Sport con la palla (7 titoli + 5 dim.)   | Football americano              | 1      |
| Sport con la palla (7 titoli + 5 dim.)   | Hockey su prato indoor          | 2      |
| Sport con la palla (7 titoli + 5 dim.)   | Korfball                        | 1      |
| Sport con la palla (7 titoli + 5 dim.)   | Rugby a 7                       | 1      |
| Sport con la palla (7 titoli + 5 dim.)   | Squash                          | 2      |
| Arti marziali (31 titoli)                | Ju-Jitsu                        | 10     |
| Arti marziali (31 titoli)                | Aikidō                          | 0      |
| Arti marziali (31 titoli)                | Karate                          | 13     |
| Arti marziali (31 titoli)                | Sumo                            | 8      |

| Sport                                   | Disciplina                       | Titoli |
| --------------------------------------- | -------------------------------- | ------ |
| Sport di precisione (28 titoli)         | Biliardo                         | 4      |
| Sport di precisione (28 titoli)         | Bocce                            | 6      |
| Sport di precisione (28 titoli)         | Bowling                          | 3      |
| Sport di precisione (28 titoli)         | Bowling a 9 birilli              | 3      |
| Sport di precisione (28 titoli)         | Casting                          | 6      |
| Sport di precisione (28 titoli)         | Tiro di campagna                 | 6      |
| Sport di forza (16 titoli)              | Bodybuilding                     | 7      |
| Sport di forza (16 titoli)              | Powerlifting                     | 6      |
| Sport di forza (16 titoli)              | Tiro alla fune                   | 3      |
| Sport di andamento (70 titoli + 5 dim.) | Arrampicata                      | 4      |
| Sport di andamento (70 titoli + 5 dim.) | Dragonboat                       | 4      |
| Sport di andamento (70 titoli + 5 dim.) | Frisbee                          | 1      |
| Sport di andamento (70 titoli + 5 dim.) | Hockey in-line                   | 1      |
| Sport di andamento (70 titoli + 5 dim.) | Nuoto per salvamento             | 26     |
| Sport di andamento (70 titoli + 5 dim.) | Nuoto pinnato                    | 10     |
| Sport di andamento (70 titoli + 5 dim.) | Paracadutismo                    | 5      |
| Sport di andamento (70 titoli + 5 dim.) | Pattinaggio di velocità in linea | 12     |
| Sport di andamento (70 titoli + 5 dim.) | Orientamento                     | 3      |
| Sport di andamento (70 titoli + 5 dim.) | Sci nautico                      | 8      |
| Sport di andamento (70 titoli + 5 dim.) | Trial indoor                     | 1      |

## Medagliere

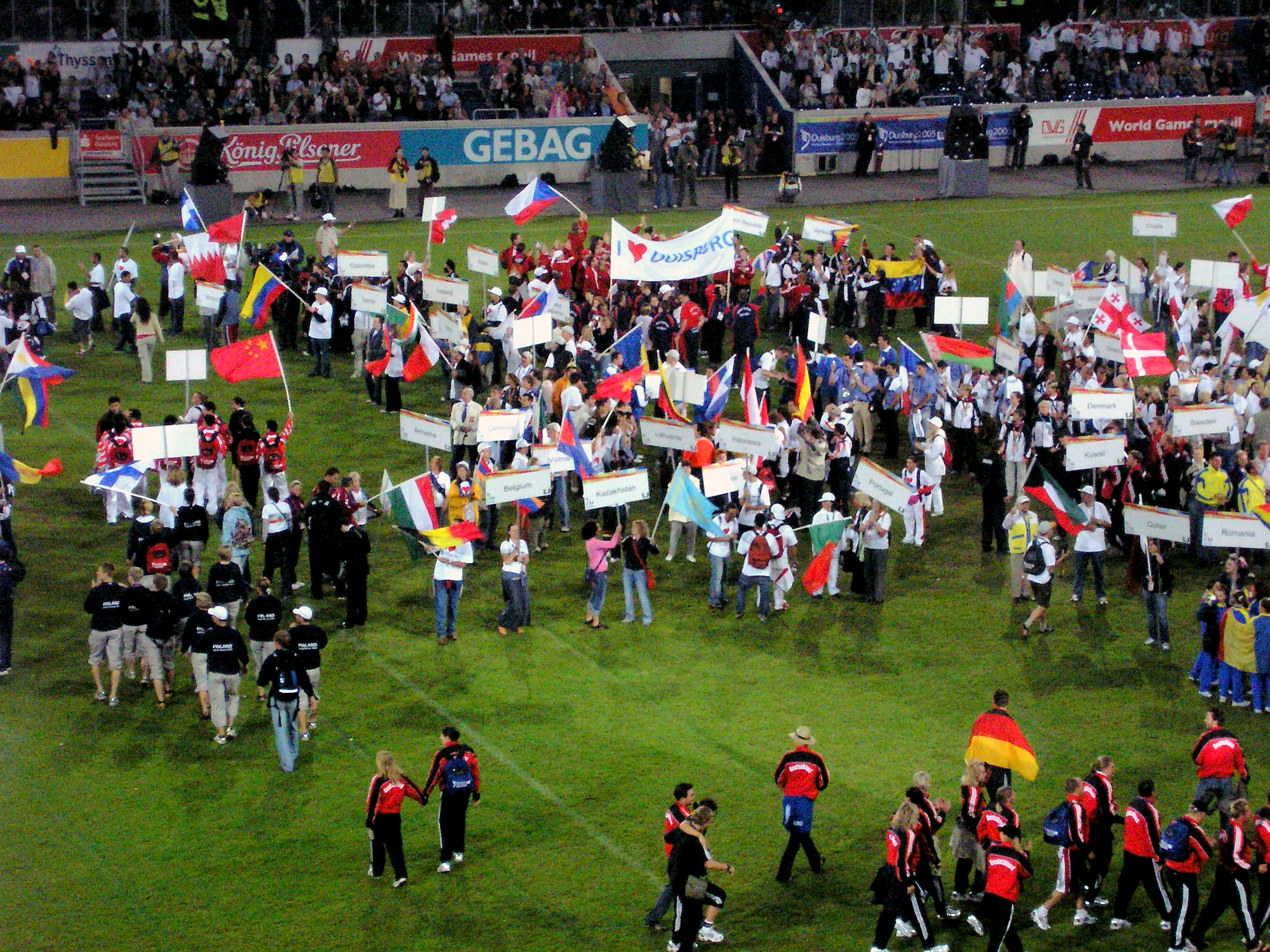
La cerimonia di chiusura dei Giochi

| #      | Nazione              | Oro | Argento | Bronzo | Totale |
| ------ | -------------------- | --- | ------- | ------ | ------ |
| 1      | Russia               | 27  | 19      | 11     | 57     |
| 2      | Germania             | 23  | 20      | 23     | 66     |
| 3      | Italia               | 13  | 12      | 16     | 41     |
| 4      | Francia              | 12  | 12      | 11     | 35     |
| 5      | Australia            | 9   | 10      | 5      | 24     |
| 6      | Spagna               | 8   | 7       | 5      | 20     |
| 7      | Paesi Bassi          | 7   | 11      | 5      | 23     |
| 8      | Stati Uniti          | 7   | 7       | 9      | 23     |
| 9      | Ucraina              | 7   | 6       | 8      | 21     |
| 10     | Danimarca            | 5   | 1       | 0      | 6      |
| 11     | Giappone             | 4   | 8       | 6      | 18     |
| 12     | Cina                 | 4   | 5       | 3      | 12     |
| 13     | Austria              | 4   | 3       | 1      | 8      |
| 14     | Svezia               | 4   | 2       | 1      | 7      |
| 15     | Svizzera             | 4   | 1       | 3      | 8      |
| 16     | Regno Unito          | 3   | 5       | 10     | 18     |
| 16     | Colombia             | 3   | 4       | 4      | 11     |
| 18     | Polonia              | 3   | 2       | 6      | 11     |
| 19     | Belgio               | 2   | 4       | 5      | 11     |
| 20     | Nuova Zelanda        | 2   | 4       | 0      | 6      |
| 21     | Canada               | 2   | 2       | 4      | 8      |
| 22     | Taiwan               | 2   | 2       | 2      | 6      |
| 23     | Corea del Sud        | 2   | 1       | 3      | 6      |
| 24     | Egitto               | 2   | 0       | 3      | 5      |
| 25     | Romania              | 1   | 2       | 1      | 4      |
| 25     | Slovacchia           | 1   | 2       | 1      | 4      |
| 27     | Grecia               | 1   | 2       | 0      | 3      |
| 28     | Argentina            | 1   | 1       | 3      | 5      |
| 29     | Brasile              | 1   | 1       | 2      | 4      |
| 29     | Croazia              | 1   | 1       | 2      | 4      |
| 29     | Venezuela            | 1   | 1       | 2      | 4      |
| 32     | Lussemburgo          | 1   | 1       | 1      | 3      |
| 33     | Malaysia             | 1   | 1       | 0      | 2      |
| 33     | Qatar                | 1   | 1       | 0      | 2      |
| 35     | Norvegia             | 1   | 0       | 2      | 3      |
| 35     | Turchia              | 1   | 0       | 2      | 3      |
| 37     | Bosnia ed Erzegovina | 1   | 0       | 1      | 2      |
| 37     | Finlandia            | 1   | 0       | 1      | 2      |
| 39     | Bulgaria             | 1   | 0       | 0      | 1      |
| 39     | Figi                 | 1   | 0       | 0      | 1      |
| 39     | Ungheria             | 1   | 0       | 0      | 1      |
| 39     | Lituania             | 1   | 0       | 0      | 1      |
| 39     | Marocco              | 1   | 0       | 0      | 1      |
| 39     | Serbia e Montenegro  | 1   | 0       | 0      | 1      |
| 45     | Rep. Ceca            | 0   | 3       | 4      | 7      |
| 46     | Slovenia             | 0   | 3       | 1      | 4      |
| 47     | Sudafrica            | 0   | 2       | 2      | 4      |
| 47     | Bielorussia          | 0   | 2       | 2      | 4      |
| 49     | Portogallo           | 0   | 1       | 2      | 3      |
| 50     | Cile                 | 0   | 1       | 1      | 2      |
| 50     | Estonia              | 0   | 1       | 1      | 2      |
| 50     | Kazakistan           | 0   | 1       | 1      | 2      |
| 53     | Bahamas              | 0   | 1       | 0      | 1      |
| 53     | Hong Kong            | 0   | 1       | 0      | 1      |
| 53     | Madagascar           | 0   | 1       | 0      | 1      |
| 53     | Messico              | 0   | 1       | 0      | 1      |
| 53     | Thailandia           | 0   | 1       | 0      | 1      |
| 58     | Irlanda              | 0   | 0       | 1      | 1      |
| 58     | Perù                 | 0   | 0       | 1      | 1      |
| 58     | Uzbekistan           | 0   | 0       | 1      | 1      |
| Totale | Totale               | 170 | 180     | 177    | 527    |